# Panicum orinocanum
Panicum orinocanum är en gräsart som beskrevs av Luces. Panicum orinocanum ingår i släktet vipphirser, och familjen gräs. Inga underarter finns listade i Catalogue of Life.